# 王濤
王濤（おう とう、簡体字:王涛、Wang Tao、仮名転写:ワン・タオ、1967年12月13日-）は、中国北京市出身の卓球選手。世界ランキング最高位は1位。

## 人物
3歳の頃に父親の指導の下で卓球を始め、1988年に中国ナショナルチームに入った。左利きでバック面に表ソフトを用い、前陣での速攻を武器にしていた。90年代に中国のトップ選手として活躍していたが、シングルスではオリンピック、世界選手権で優勝したことはない。
小柄でぽっちゃりした体格であったことから現役時代は「パンダ」の愛称をとった。
2003年に世界卓球殿堂入りした。

## 主な成績
※最高成績
男子シングルス
- オリンピック　準優勝 (1996)
- 世界選手権　ベスト4 (1995)
- ワールドカップ　準優勝 (1993)
- アジア大会　優勝 (1994)
- アジア選手権　優勝 (1990)
- アジアカップ　準優勝 (1993)

男子ダブルス
- オリンピック　優勝 (1992)
- 世界選手権　優勝 (1993、1995)

混合ダブルス
- 世界選手権　優勝 (1991、1993、1995)

男子団体
- 世界選手権　優勝 (1995、1997)